# Diamantslijperij De la Montagne
Slijperij De la Montagne was een diamantslijperij in Grobbendonk en was een van de eerste diamantbedrijven in de Kempen. de slijperij was in eigendom van de familie De la Montagne

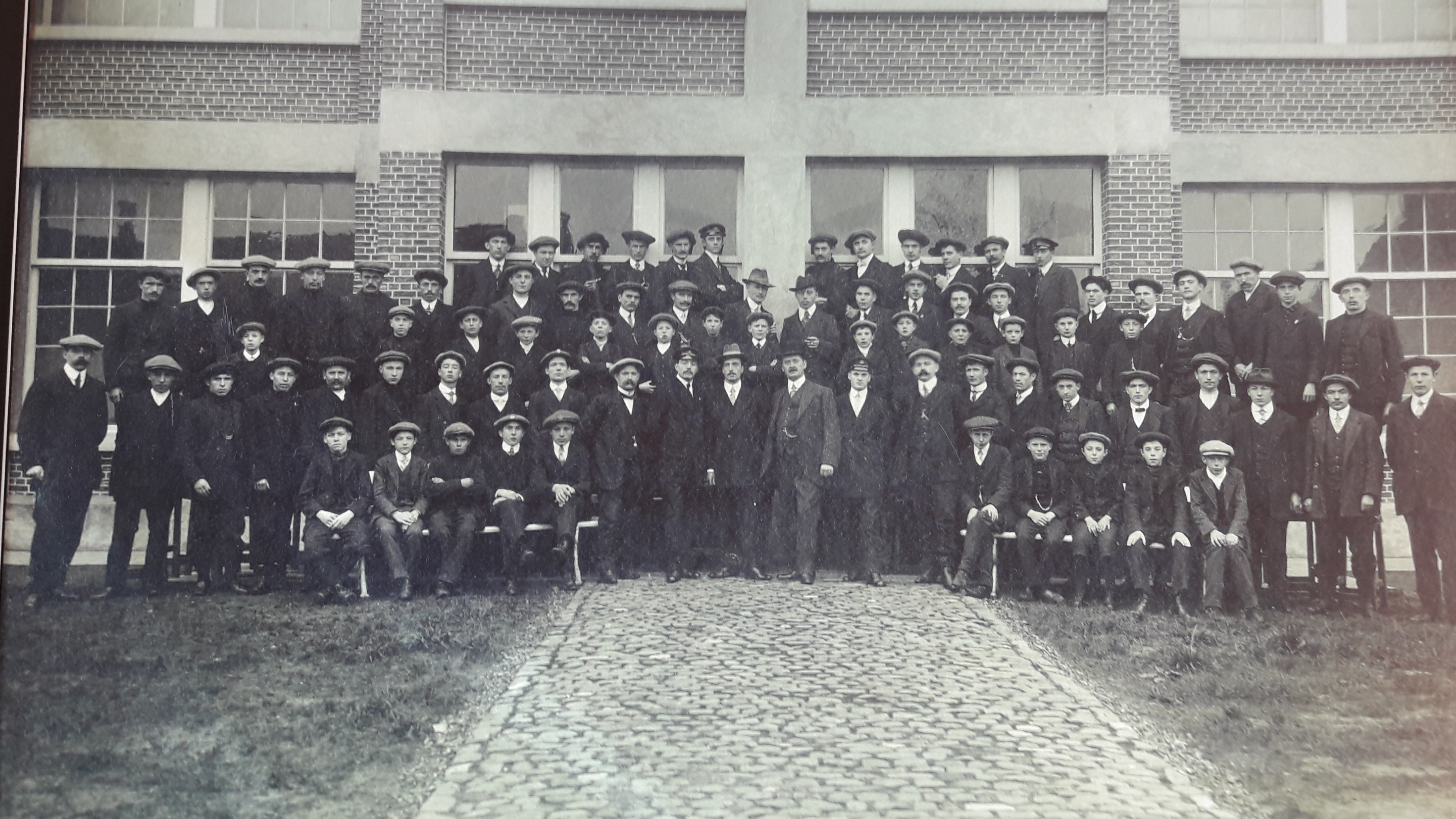
Personeel foto

## Geschiedenis
Diamantslijperij De la Montagne werd opgericht door Franciscus (Frans) De la Montagne op einde van de 19de eeuw in de gemeente Grobbendonk. Franciscus die uit een Antwerps diamantairs familie kwam had de nodige kennis en kapitaal om een modern fabriek uit te bouwen.
Door de ontdekking van de Zuid-Afrikaanse ‘’Premier-mijn’’  maakte het bedrijf een exponentiële groei mee. Omdat de "Premier-mijn" voornamelijk diamanten leverde van een kleiner formaat, werden die als oninteressant beschouwd door de grotere diamantbedrijven die voornamelijk in Antwerpen centrum zaten. Maar doordat Franciscus beroep kon doen op vele werkkrachten uit de omgeving en dus zo productiecapaciteit kon verhogen waren deze kleinere stenen juist het ideale werkproduct. Zeker omdat de koopvraag voor deze kleine diamant enorm groot was.
Bij het uitbreken van de Eerste Wereldoorlog heeft de slijperij voor een beperkte periode moeten sluiten. Op moment de Duitse vijandelijkheden beëindigd waren trad de slijperij terug in werking en werd al snel het productieniveau van voor de oorlog behaald. Dit kwam vooral omdat de vraag naar kleine diamanten groter was dan de totale productie.
Tijdens de tweede oorlog sluit het bedrijf voor definitief zijn deuren en heeft zo meer dan een halve eeuw actief geweest. Al die tijd stond het bedrijf onder leiding van de familie De la Montagne.

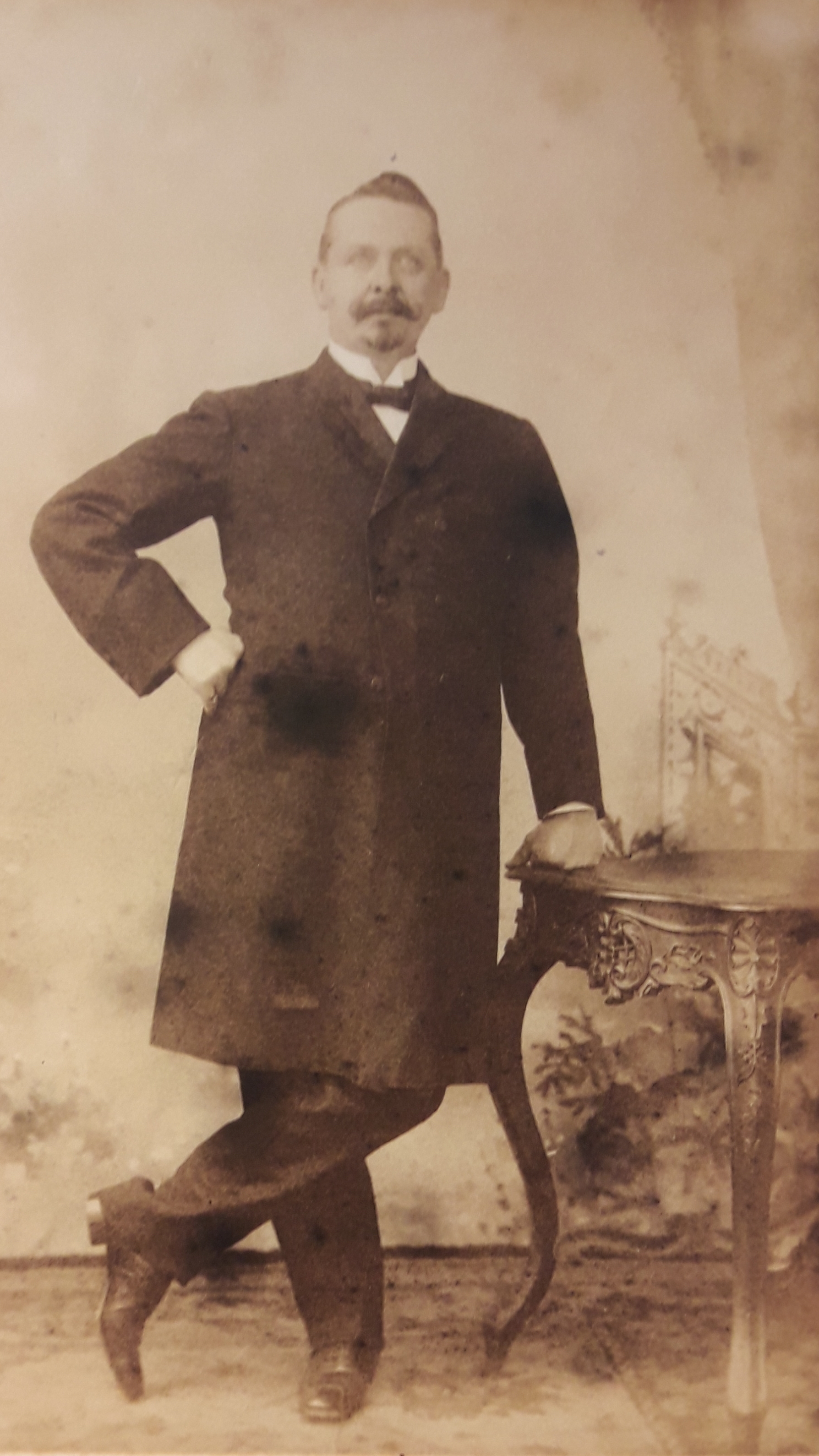
Franciscus De la Montagne